# İsmail Kahraman
İsmail Kahraman (ur. 7 grudnia 1940 w İkizdere w prowincji Rize) – turecki polityk i prawnik, deputowany, minister, przewodniczący Wielkiego Zgromadzenia Narodowego Turcji w latach 2015–2018.

## Życiorys
Ukończył studia prawnicze na Uniwersytecie Stambulskim. Praktykował jako adwokat, pracował też jako konsultant w ministerstwie pracy, zajmował kierownicze stanowiska w przedsiębiorstwach sektora prywatnego. Wieloletni działacz organizacji pozarządowych. Był m.in. przewodniczącym związku studenckiego MTTB, a także współtworzył fundację tureckich organizacji wolontariatu TGTV.
Był związany z Partią Dobrobytu Necmettina Erbakana, z ramienia której w 1995 został wybrany na deputowanego. W latach 1996–1997 w rządzie lidera swojego ugrupowania sprawował urząd ministra kultury. Jego partia została rozwiązana decyzją Trybunału Konstytucyjnego, İsmail Kahraman dołączył do Partii Cnoty. Jako jej kandydat w 1999 ponownie dostał się do parlamentu, w którym zasiadał do 2002. Był przewodniczącym rady założycielskiej i pierwszym przewodniczącym rady powierniczej powstałej w 2006 uczelni pod nazwą Recep Tayyip Erdoğan Üniversitesi. Mandat poselski po raz trzeci uzyskał w wyborach z listopada 2015, będąc kandydatem Partii Sprawiedliwości i Rozwoju. W tym samym miesiącu objął funkcję przewodniczącego Wielkiego Zgromadzenia Narodowego Turcji, którym kierował do końca kadencji w 2018.